# Radko Polič
Radko Polič (nadimak Rac) (Črnomelj, 18. kolovoza 1942. – 15. rujna 2022.) bio je slovenski filmski i kazališni glumac.
Član je ansambla Drame ljubljanskog Slovenskog narodnog gledališča. Nastupio je u brojnim kazališnim predstavama i slovenskim filmovima.
1992. godine diplomirao je na AGRFT.
Među uglednijim priznanjima primio je 1972. nagradu Prešernove zaklade, Borštnikov prsten (2002.), godine 2007. te Prešernovu nagradu za životno djelo. Također je primio Župančičevu nagradu za najboljeg glumca u 1991. godini. 1976. je dobio Zlatnu arenu za najbolju glavnu mušku ulogu u filmu Idealist.
Prvu filmsku ulogu dobio je 1961. godine. 
Otac mu je bio slovenski pisac i političar Radko Polič (1919. – 1988.), jedan od njegovo dvoje braće Vasilij Polič, sudac Vrhovnog suda Republike Slovenije. Njegov nećak je slovenski pjesnik i glazbenik Andraž Polič. Supruge Radka Poliča bile su Rozalija Hace, Milena Zupančič i Barbara Levstik s kojom ima sina.

## Filmske i kazališne uloge:
- Noćni izlet (1961.)
- Po isti poti se ne vracaj (1965.)
- Zgodba ki je ni (1967.)
- Sedmina (1969.)
- Polikarp (1969.)
- La cattura (1969.)
- Bitka na Neretvi (1969.)
- Oxygen (1970.)
- Mrtva ladja (1971.)
- Avtostop (1973.)
- Tezak put (1974.)
- Sinovi (1975.)
- Idealist (1976.) (Zlatna arena za najbolju glavnu mušku ulogu)
- Vdovstvo Karoline Zasler (1976.)
- To so gadi (1977.)
- Zadnja solska nagodba (1977.)
- Praznovanje pomladi (1978.)
- Tren (1978.)
- Draga moja Iza (1979.)
- Osvajanje slobode (1979.)
- Partizanska eskadrila (1979.)
- Iskanja (1979.)
- Krc (1979.)
- Jaz sem njena mama (1979.)
- Kati Kustecova (1979.)
- 13. jul (1982.)
- Deseti brat (1982.)
- Balkan ekspres (1983.)
- Igmanski mars (1983.)
- Samek (1983.)
- U raljama života kao Janez (1984.)
- Šta je stobom, Nina (1984.)
- Kraj rata (1984.)
- Dediščina (1984.)
- Zorenje in boji mladega Levstika (1984.)
- Tajvanska kanasta (1985.)
- Crveni i crni (1985.)
- Christophoros (1985.)
- Dobrovoljci (1986.)
- Waitapu (1987.)
- Pat pozicija (1987.)
- Ljubezni Blanke Kolak (1987.)
- U sredini mojih dana (1988.)
- Život sa stricem (1988.)
- Klopka (1988.)
- P.S. - Post Scriptum (1988.)
- Odpadnik (1988.)
- Balkan ekspres 2 (1989.)
- The Legendary Life of Ernest Hemingway (1989.)
- Seobe II (1989.)
- Gluvi barut (1990.)
- Decembrski dež (1990.)
- Pozitivna nula (1990.)
- Čaruga (1991.)
- Srčna dama (1991.)
- Operacija Cartier (1991.)
- Parizi, Istra (1991.)
- Gypsy Eyes (1992.)
- Gnjurac (1993.)
- Tantadruj (1994.)
- Noc v hotelu (1999.)
- Je li jasno, prijatelju? (2000.)
- Sladke sanje (2001.)
- Dvojne pocitnice (2001.)
- Zujanje u glavi (Zvenenje v glavi) (2002.)
- Država mrtvih (2002.)
- Pesnikov portret z dvojnikom (2002.)
- Zvesti prijatelji (2004.)
- Ljubaljana je ljubljena (2005.)
- Libertas kao Zamanja (2006.)
- Totalka (2006.)
- Dvorisce (2006.)
- Mathilde (2006.)
- 1/2 (2007.)
- Marko skace (2010.)
- Noćni brodovi (2012.)
- Falsifikator (2013.)
- Case: Osterberg (2015.)
- Goveja postrv (2016.)
- Pesnik revolucije (2017.)
- Jaz sem Frenk (2019.)
- Pamtim samo sretne dane (2023.)

### Televizija
- John Klings Abenteuer
- Dekameron (1971.)
- Vest in plocevina (1974.)
- Konec Tedna (1977.)
- Tren (1980.)
- Partizanska eskadrila (1981.)
- Slika iz leta 1941. (1982.)
- Strici so mi povedali (1983.)
- Igmanci (1984.)
- Balkan ekspres (1984.)
- Stefica Cvek u raljama zivota (1984.)
- Brisani prostor (1985.)
- Hajdučki gaj (1985.)
- Dosije (1986.)
- Balkan ekspres (1989.)
- Specijalna redakcija (1990.)
- Pripovedke iz medenega cvetlicnjaka (1991.)
- Preseren (1999.)
- Naša mala klinika (Slovenija) (2004.)
- Ravna Gora (2013.-2014.)
- Leninov park (2022.)

### Kazalište
- Osvajalec (1971./72.)
- Izgubljeni sin (1974./75.)
- Osvoboditvi Skopja (1978./79.)
- Voranc (1979./80.)
- Zlata čeveljčka (1982./83.)
- Strah in pogum (1983./84.)
- Ana (1983./84.)
- Lepotica in zver (1984./85.)
- Dedalusus (1987./88.)

### Sinkronizacija
- Moj dida je pao s Marsa (2019.)

## Ostalo
- "Grad od igara, igre od grada - prvih sedam desetljeća" kao gost dokumentarca (2019.)

## Vanjske poveznice
- Radko Polič u internetskoj bazi filmova IMDb-u (engl.)